# Payam Mashhad FC
El Payam Toos Khorasan Football Club (en persa: باشگاه فوتبال پيام توس خراسان‎, Bashgah-e Futbal-e Peyam Tus Xerasan) , conocido también como Payam Mashhad, es un equipo de Fútbol de Irán que juega en la Segunda División de Irán, la tercera categoría nacional.

## Historia
Fue fundado en el año 1976 en la ciudad de Mashhad por Ali Shadiyan con el nombre Soltan Tabarsi como participante en los torneos juveniles locales. En 1977 pasa a llamarse Mokhaberat Mashhad por el cambio de dueño, el cual era el Ministerio de Información y Tecnología de Comunicaciones. En 1993 el club pasa a llamarse Payam.
En 1988 se convierte en el primer equipo de la provincia de Jorazán Razaví en jugar en la primera división nacional, a la cual accedería nuevamente en la temporada de 1995, década en la que jugaría en la primera división en tres ocasiones, pero descendería en 1998.
En la temporada 2008/09 juega por primera vez en la Iran Pro League, pero tuvo una administración inestable con cambios de presidente en tres ocasiones y constantes cambios de entrenador que lo terminaron descendiendo tras una temporada. En la temporada 2010/11 desciende a la tercera división por los constantes problemas financieros, por lo que se muda a la ciudad de Nishapur por tener mejores recursos financieros y afición. Los resultados fueron desastrosos y el equipo fue adquirido por la Khorasan Razavi FA y regresó a Mashhad seis meses después.
En 2012 las deudas eran impagables, el equipo descendió a la cuarta división en la temporada 2011/12, por lo que desapareció. Al inicio de la temporada 2013/14 Majid Khorrami adquiere la plaza del Esteghlal Sari en la cuarta división y refunda al club con el nombre Payam Vahdat Khorasan Football Club y con el apoyo de la aerolínea Atrak Air. Para la temporada 2014/15 el club recibe el apoyo financiero de Mahan Air, otra aerolínea, luego de lograr el ascenso a la tercera división.

## Nombres
El club fue propiedad del Ministry of Post and Telecommunications. hasta 2007. Sin embargo, han cambiado de nombre en varias ocasiones principalmente por razones de patrocinio:
- Soltan Tabarsi (1976–1977) – fundado por Ali Shadiyan del Tabarsi Street en Mashhad.
- Mokhaberat Mashhad (1977–1983) – propiedad de Javad Moradnejad & y apoyado por el Ministry of Post and Telecommunications.
- Payam Mashhad (1983–1991) – en 1990/91 el Restaurante Chelokabab Rezaei era el sponsor principal.
- Payam  Chin Chin Mashhad (1990–1991)- in 1990/91 la Chin Chin Company era el sponsor principal.
- Payam  Azadegan Mashhad (1991–1992)
- Payam Gach Khorasan (1992–1996) – patrocinado por Khorasan Gypsum Ltd.[9]
- Payam Moghavemat Mashhad (1996–1998) – patrocinado por Islamic Revolutionary Guard Corps
- Payam Mokhaberat Mashhad (1998–2000)
- Payam Peykan Mashhad (2000–2003) – patrocinado por Iran Khodro y dirigido por el Paykan FC[10]
- Payam Post Mashhad (2003–2005)[11] – patrocinado por Iran Post
- Payam Ertebatat Mashhad (2005–2007)
- Payam Mi Si Noo (2007) – de Julio a diciembre de 2007, Payam Soccer Team era propiedad de Mehregan Sharq Cultural and Sport Club.[8]
- Payam Khorasan Razavi (2008–2010)
- Payam Imam Reza  (2010–2012)
- Payam Vahdat Khorasan  (2013–2016)
- Payam Toos Khorasan  (2021–Presente)

## Rivalidades
Su principal rival es el FC Aboomoslem, también de la ciudad de Mashhad, en el llamado Derbi de Mashhad, siendo este el segundo clásico de fútbol más importante de Irán entre los años 1980 y años 1990 solo detrás del derbi de Teherán.

## Palmarés
- Khorasan Football League (3): 1986–87, 1988–89, 1991–92
- Liga Azadegan (1): 2007–08

## Presidentes
- Ali Soltan (1976–1977)
- Javad Moradnejad (1977–1989)
- Hossein Zarrabi (1989–1990)
- Dr. Khorrami (1990–1991)
- Naeemi (1991–1992)
- Mehdi Najmi
- Hossein Zarrabi
- Ali Soltan
- Hashem Hosseini
- Hossein Izadi
- Sardar Yaghoubi
- Dr. Ouraei
- Reza Mohammadi (2005–06)
- Gholam Asghari (2006–07)
- Majid Toosi (2007)
- Mostafa Bani-Asad (Diciembre 2007)
- Ali Sallahi (2007 –2008)
- Rahman Naderi (2008 – 2009)
- Javad Izadi (enero 2009 – Junio 9)
- Ali Sallahi (Junio 2009 – Mayo 2010)
- Mahmoud Safaei
- Ali Shekholleslami (Junio 2013–enero 2017)
- Younes Masoudi (2021–Presente)

## Entrenadores
- Hashem Rahbardar (1976–77)
- Javad Moradnejad (1977–82)
- Khademolreza (1982–83)
- Javad Qorab (1983–84)
- Qasem Zardkanloo (1984–85)
- Hashem Rahbardar (1985)
- Qasem Zardkanloo (1985–86)
- Hashem Rahbardar (1986–1989)
- Qasem Zardkanloo (1990)
- Hashem Rahbardar (1990–91)
- Qasem Zardkanloo (1991–92)
- Hasan Ghasemi (1992–93)
- Seyed Mehdi Qiyassi (1993–94)
- Seyed Kazem Ghiyassian (1994–95)
- Mehdi Dinvarzadeh (1995–96)
- Majid Jalali (1996–98)
- Ali ZadAli (1998)
- Hossein Fekri (1998)
- Qasem Zardkanloo (1999)
- Akbar Misaghian (1999-02)
- Reza Vatankhah (2002–04)
- Nader Dastneshan (2004–05)
- Abbas Chamanyan (2005)
- Morteza Vahedolein
- Younes Masoudi (2005–06)
- Hashem Rahbardar (2006–07)
- Abbas Chamanyan (2007–noviembre 2007)
- Seyed Ali Hoseini (noviembre 2007–diciembre 2007) (interino)
- Ali Hanteh (diciembre 2007-marzo 2008)
- Hamed Khoshnevis (marzo 2008–junio 2008)
- Mojtaba Asghari (junio 2008–diciembre 08)
- Abbas Chamanyan (diciembre 2008 – enero 2009)
- Rahim Tajik (enero 2009 – Febrero 2009)
- Seyed Kazem Ghiyassian (Febrero 2009 – Mayo 2009)
- Ali Hanteh (Julio 2009 – Marzo 2010)
- Davoud Mahabadi (Marzo 2010 – Junio 2010)
- Reza Sahebi (Junio 2010–22 de julio de 2010)
- Abbas Chamanyan (julio 2010–febrero 2011)
- ALi Kafi (febrero 2011 – marzo 2011)
- Abbas Chamanian (marzo 2011 – junio 2011)
- Reza Ahadi (junio 2011 – Julio 2011)
- Abbas Dehghani (julio 2011 – Octobre 2011)
- Abbas Chamanian (Noviembre 2011) (interino)
- Reza Sahebi (Noviembre 2011 – Diciembre 2011)
- Abbas Dehghani (enero 2012)
- Hashem Rahbardar (Junio 2013 – Febrero 2014)[12]
- Abbas Akbari (Febrero 2014 – Agosto 2014)
- Hiva Hoseinzade  (Agosto 2014 – Septiembre 2014)
- Javad Malek Jafarian  (Septiembre 2014 – Julio 2015)
- Abbas Chamanian  (Julio 2015–Octubre 2015)
- Abbas Chamanian  (Octubre 2015–enero 2016)
- Ali Bakhshi  (enero 2016-enero 2017)
- Hamid Tahmasbi  (enero 2017)
- Mohammad Babaei (Julio 2021–enero 2022)
- Hassan Sourouri (enero 2022–abril 2022)
- Abbas Sharif (abril 2022–Presente)